# Golferenzo
Golferenzo ist eine Gemeinde mit 167 Einwohnern (Stand 31. Dezember 2023) in der südwestlichen Lombardei im Norden Italiens. Die Gemeinde liegt etwa 28 Kilometer südsüdöstlich von Pavia im Versatal in der Oltrepò Pavese, gehört zur Comunità Montana Oltrepò Pavese und grenzt unmittelbar an die Provinz Piacenza (Emilia-Romagna). 

## Geschichte
Das Dorf gehörte in der Frühen Neuzeit wechselnden Feudalherren. Als Golferenzo von 1797 bis 1802 Teil der Cisalpinischen Republik war, wurde zwar die Feudalherrschaft abgeschafft, doch blieb ein Großteil des Dorfes bis zum Ende des Zweiten Weltkrieges im Besitz einer einzelnen Familie, so etwa lange Zeit im Besitz der Familie Belcredi, die die Äcker von Teilpächtern bearbeiten ließ.